# پاتپه کهریز سلیم
پاتپه کهریز سلیم مربوط به دوره اشکانیان - دوره ساسانیان - دوران‌های تاریخی پس از اسلام است و در شهرستان نهاوند، بخش خزل، روستای کهریز سلیم واقع شده و این اثر در تاریخ ۲۴ اسفند ۱۳۸۳ با شمارهٔ ثبت ۱۱۴۴۱ به‌عنوان یکی از آثار ملی ایران به ثبت رسیده است.